# Günther Meergans
Günther Meergans, né le 27 octobre 1915 et mort le 22 mars 2011, est un spécialiste allemand du combiné nordique.

## Biographie
Günther Meergans est originaire de Karpacz en Silésie mais a concouru pour le club de Jelenia Góra.
Günther Meergans a remporté le championnat d'Allemagne de combiné nordique entre 1937, 1938, 1949 et 1950 ainsi deux titres de champions d'Allemagne en relais de ski de fond en 1949 et 1950.

## Résultats

### Championnats du monde de ski nordique
| Épreuve / Édition   | Lahti 1938 | Zakopane 1939 |
| ------------------- | ---------- | ------------- |
| Combiné nordique    | 44e        | 5e            |
| Ski de fond - 18 km | 153e       | 44e           |
| Saut à ski          | -          | 16e           |

Günther Meergans participe aux championnats du monde de ski nordique 1941 où il se classe 2e de l'épreuve de patrouille militaire.

### Autres compétitions
- Championnat d'Allemagne de combiné nordique : victoire en 1937, 1938, 1949 et 1950.

## Publications
- (de) Günther Meergans, Mein Ski-Training, 1949
- (de) Günther Meergans, Viermal deutscher Skimeister, 1950
- (de) Günther Meergans, Ein Leben voller Einsatz, 1998